# Willem van Oost
Willem van Oost (Brugge, 8 maart 1651 - 31 augustus 1686) was een kunstschilder en broeder-predikheer.

## Levensloop
Hij was een zoon van Jacob I van Oost (1603-1671) en een broer van Jacob II van Oost (1639-1713). Het is waarschijnlijk dat hij de schilderkunst bij zijn vader aanleerde.
Toen hij twintig was trad hij in Brugge in bij de predikheren als lekenbroeder en het jaar daarop legde hij eeuwige geloften af. Hij stierf jong.
Hoewel hij als broeder ongetwijfeld verder schilderde is geen enkel schilderij bekend dat zijn naam draagt. Wel bezit de stad Brugge een doek van Lucas Achtschellinck dat voordien in Brugge in het klooster van de franciscanen hing, en waarop Van Oost een van de figuren en enkele engelenkopjes schilderde. Overige door hem geschilderde doeken bleven waarschijnlijk anoniem of werden in de revolutietijd vernietigd.